# Manuel Gaspar
Manuel Campaniço Ferreira Martins Gaspar (* 9. Dezember 1998 in Setúbal) ist ein portugiesischer Handballspieler.

## Karriere

### Verein
Manuel Gaspar lernte das Handballspielen bei União e Progresso in Vendas de Azeitão in der Gemeinde Azeitão. Im Jahr 2014 wechselte er in die Jugendabteilung von Sporting Lissabon. Im EHF Challenge Cup 2016/17 kam er zu ersten Einsätzen im Europapokal, den Sporting nach Siegen über den rumänischen Vertreter AHC Potaissa Turda gewann. In der Saison 2017/18 gab der 1,92 m große Torwart seinen Einstand in der ersten portugiesischen Liga, der Andebol 1, die er am Saisonende mit dem Titelgewinn abschloss. In der Spielzeit 2018/19 wurde er zur Rückrunde an Boa-Hora ausgeliehen. Mit Sporting wurde er 2020, 2021 und 2022 Zweiter der Liga. 2022 gewann man den portugiesischen Pokal, die Taça de Portugal. Im Dezember 2022 unterschrieb er einen Vertrag bis zum Saisonende beim französischen Erstligisten HBC Nantes. Mit Nantes gewann er 2023 die Coupe de France. Anschließend wechselte er zum französischen Verein Dijon Métropole Handball. In der Saison 2024/25 stand er beim Ligakonkurrenten C’ Chartes Métropole HB unter Vertrag. Gasper gab im Mai 2025 bekannt, dass er an Morbus Crohn leide, woraufhin er eine Pause einlegte. Im August 2025 schloss er sich dem französischen Zweitligisten US Ivry HB an.

### Nationalmannschaft
Mit der portugiesischen Nationalmannschaft nahm Gaspar an den Mittelmeerspielen 2018 (6. Platz) und an der Europameisterschaft 2022 (19. Platz) teil. Bisher bestritt er 31 Länderspiele.

### Erfolge
mit Sporting Lissabon
- 1× Portugiesischer Meister: 2018
- 1× Portugiesischer Pokalsieger: 2022
- 1× EHF Challenge Cup: 2017

mit HBC Nantes
- 1× Französischer Pokalsieger: 2023